# Water (EP)
Water är Salems andra EP, utgiven 2008 på Merok Records. Precis som deras tidigare EP, Yes I Smoke Crack, är låten Redlights det första spåret. Pitchfork Media recenserade EP-skivan och gav den 5.9/10 i betyg.

## Låtlista
| Nr | Titel      | Längd |
| -- | ---------- | ----- |
| 1. | Redlights  | 3:34  |
| 2. | Water      | 2:49  |
| 3. | Skullcrush | 4:34  |
| 4. | Whenusleep | 2:24  |